# Kinghamia nigritana
Espèce
Synonymes
- Gutenbergia nigritiana (Benth.) Oliv. & Hiern[1]
- Oiospermum nigritanum Benth.[1]

Kinghamia nigritana est une espèce de plantes à fleurs de la famille des Asteraceae et du genre Kinghamia présente en Afrique tropicale.